# Llista d'alcaldes de Pollestres
Els alcaldes del municipi rossellonès de Pollestres han estat:
| Data inicial | Fi del mandat | Nom                     |
| 1792         | 1794          | André                   |
| 1794         | 1796          | Pierre Cantort          |
| 1796         | 1798          | François Sarris         |
| 1798         | 11.11.1803    | Pierre Cantort          |
| 11.11.1803   | 26.9.1830     | Joseph André            |
| 26.9.1830    | 25.10.1846    | Pierre André            |
| 25.10.1846   | 2.3.1848      | Joseph André            |
| 2.3.1848     | 18.8.1855     | Étienne Édouard         |
| 18.8.1855    | 9.4.1862      | Antoine Roca-Tres Cases |
| 9.4.1862     | 14.7.1862     | Alexis Tastu-Jaubert    |
| 14.7.1862    | 21.9.1865     | Bonaventure Mascle      |
| 21.9.1865    | 11.9.1868     | Antoine Roca-Tres Cases |
| 11.9.1868    | 8.11.1870     | Pierre Deprade          |
| 8.11.1870    | 17.5.1871     | Joseph Lenan            |
| 17.5.1871    | 16.3.1874     | Joseph Giral            |
| 16.3.1874    | 13.10.1876    | Antoine Puig-Ripoll     |
| 13.10.1876   | 11.5.1878     | Joseph Giral            |
| 11.5.1878    | 25.1.1881     | Jacques Mascle          |
| 25.1.1881    | 11.7.1884     | Janer                   |
| 11.7.1884    | 11.5.1896     | Baptiste Duffau         |
| 11.5.1896    | 1.3.1906      | Jean Barde              |
| 1.3.1906     | 6.5.1907      | Pierre Tremy            |
| 6.5.1907     | 22.5.1908     | Joseph Maumill          |
| 22.5.1908    | 11.7.1910     | Joseph Bousquet         |
| 11.7.1910    | 10.12.1919    | François Perpignane     |
| 10.12.1919   | 18.5.1929     | André Ablard            |
| 18.5.1929    | 19.5.1935     | Joseph Puig             |
| 19.5.1935    | 3.11.1939     | Albert Aliès            |
| 3.11.1939    | 1.1.1941      | François Bazeries       |
| 1.1.1941     | 9.3.1941      | Albert Aliès            |
| 9.3.1941     | 8.8.1942      | Jean Parayre            |
| 8.8.1942     | 2.9.1944      | Philippe Matignon       |
| 2.9.1944     | 3.1977        | Albert Aliès            |
| 3.1977       | 3.1989        | Jacky Pugnet            |
| 3.1989       | 3.1995        | René-Louis Fayaud       |
| 3.1995       |               | Daniel Mach             |